# Neues Schloss (Gmünd in Kärnten)

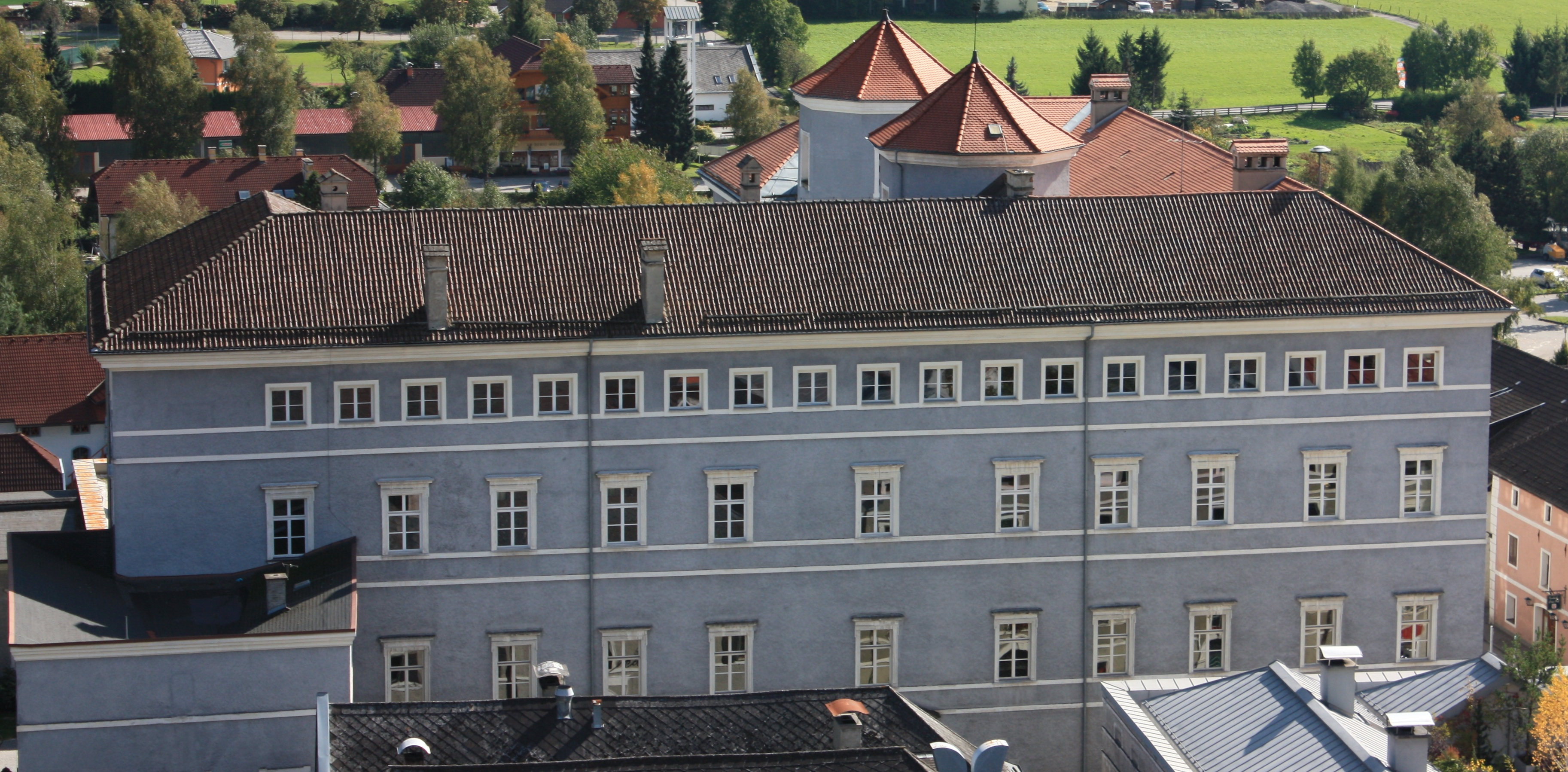
Neues Schloss, von der Burg Gmünd aus (2009)

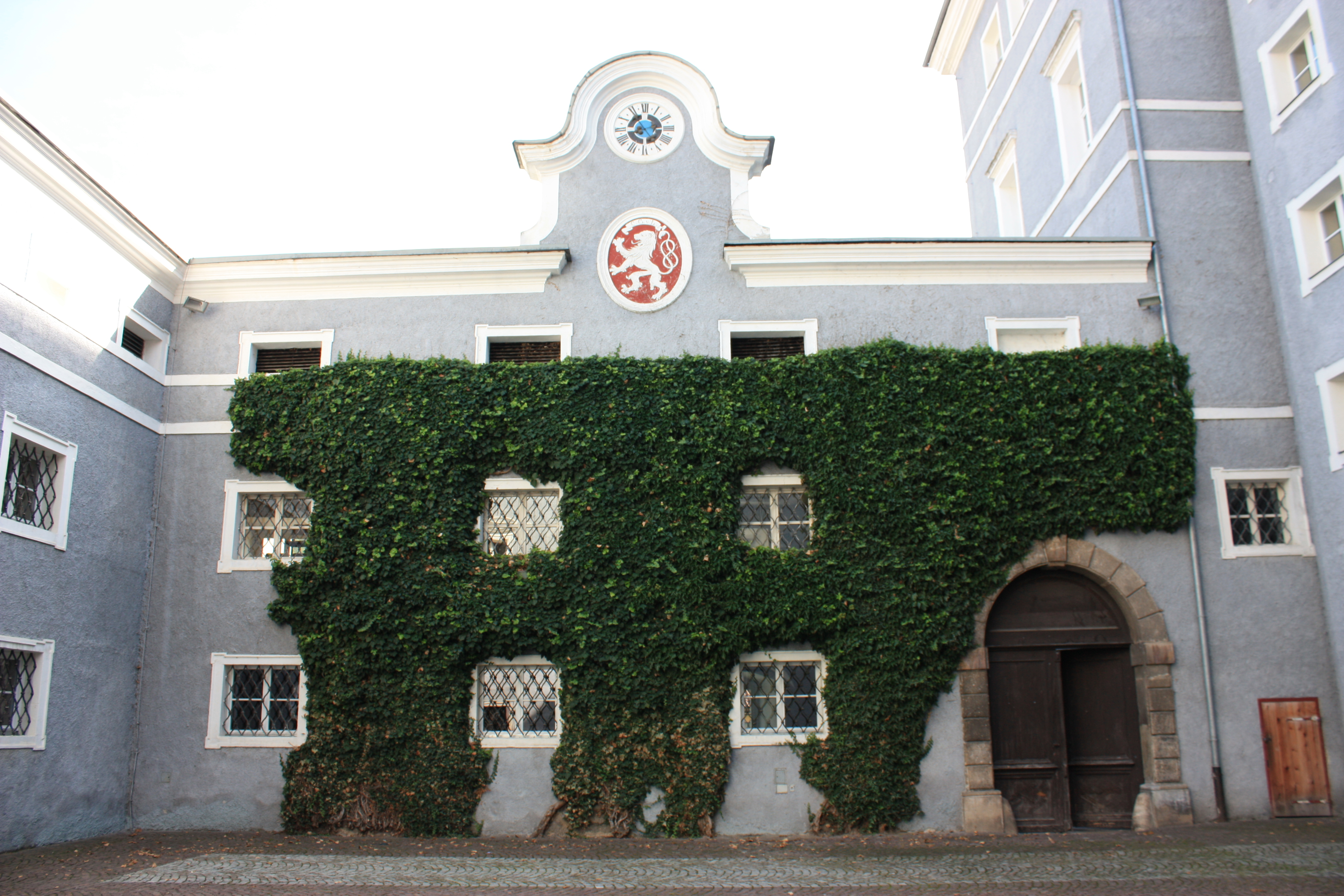
Innenhof

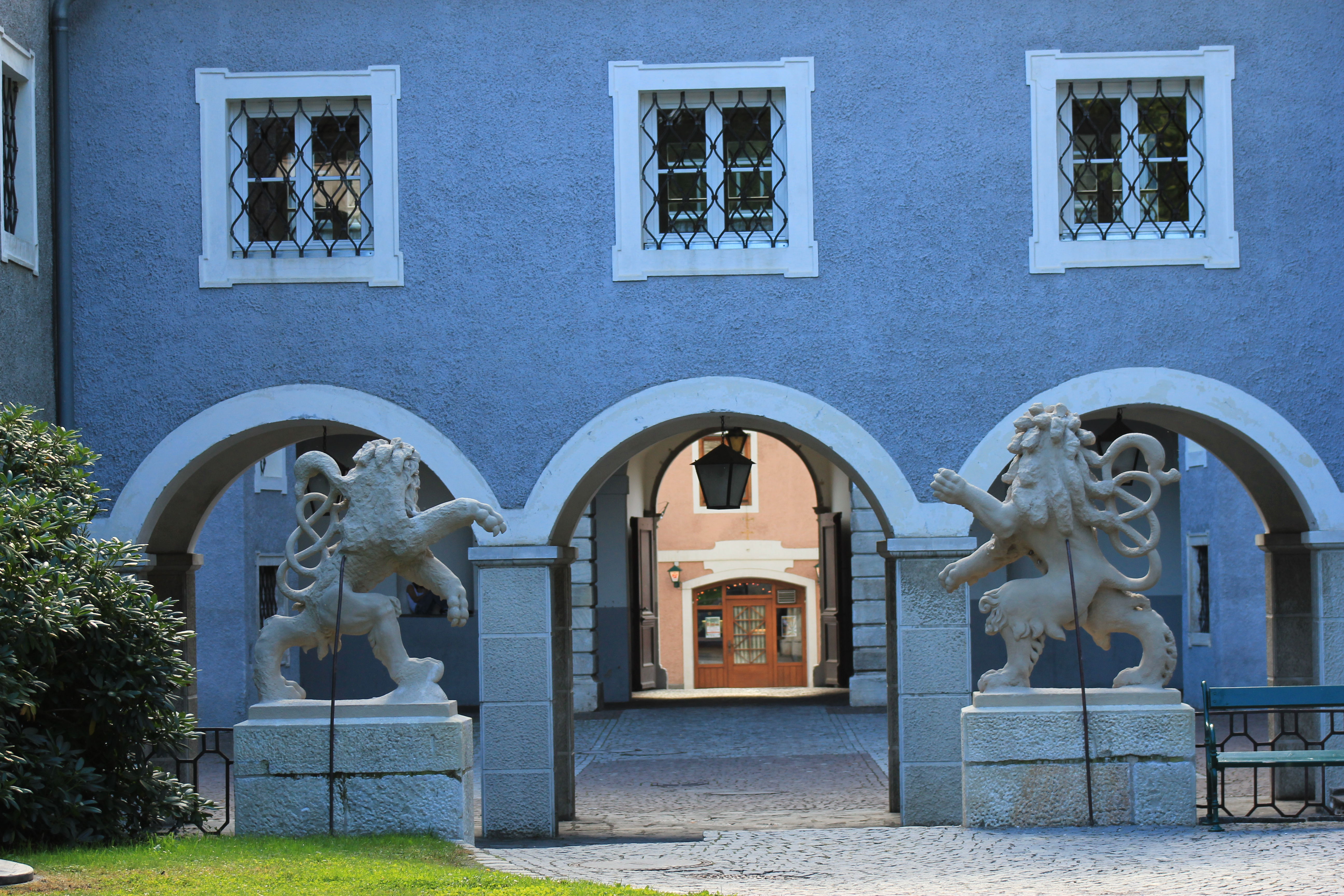
Parkseite

Das Neue Schloss in Gmünd in Kärnten, auch Schloss Lodron genannt, steht in der Südostecke des Hauptplatzes der Stadt.

## Historischer Überblick zur Entstehung
Das Neue Schloss und das Alte Schloss in Gmünd in Kärnten (siehe Burg Gmünd) waren über 500 Jahre lang in den Machtkämpfen der Salzburger Erzbischöfe zunächst strategisch, dann wirtschaftlich und schließlich familienpolitisch bedeutsame Verwaltungssitze einer Grundherrschaft jenseits des Katschberges.
Mit dem Lieserhofener Gewaltfrieden, den Philipp von Spanheim, erwählter Erzbischof von Salzburg 1252 bis 1253 diktierte, verdrängte das Bistum Salzburg im 13. Jahrhundert die im Liesertal ansässigen Grafen von Görz. Die Politik des schwächlichen Erzbischof Bernhard von Rohr führte dazu, dass die Herrschaft 1488 kurzfristig kaiserlich wurde. 1502 sah sich der römisch-deutsche König und spätere Kaiser Maximilian I. gezwungen, Stadt und Grundherrschaft Gmünd seinem Geldgeber, dem Salzburger Erzbischof Leonhard von Keutschach zu überlassen. Der Keutschacher ließ die zerstörte Burg Gmünd wieder aufbauen, auf das Doppelte erweitern und neu befestigen.
Als die mit dem Salzburger Regiment unzufriedenen Kärntner Landstände protestierten, überließ der verschuldete Maximilian I. Anfang 1514 den Besitz seinem Erbschenken Siegmund von Dietrichstein, übertrug sechs Monate später gegen weitere Geldsummen aus der salzburgischen Kasse diesen wieder an Erzbischof von Keutschach und dessen Nachfolger Mathäus Lang auf Lebenszeit. Gmünd blieb weiterhin im Salzburger Landtag vertreten. Nun verpfändete Kaiser Maximilian I. Stadt und Herrschaft Gmünd dem Salzburger Pfleger Pflügl und machte ihn zum kaiserlichen Hauptmann. Nach dessen Tod gelangte die Grundherrschaft an den protestantisch-evangelischen Freiherrn Siegmund Khevenhüller.
Im Jahre 1601 erzwang Erzbischof Wolf Dietrich, dass Gmünd in Kärnten „zur Propagierung der katholischen Religion“ für 100 Jahre seinem Bruder Hans Rudolf von Raitenau als Pfand überlassen wurde. Unter ihm begann der letzte große Ausbau des Alten Schlosses Burg Gmünd. 1611 wurde Erzbischof Wolf Dietrich auf der Flucht gefangen genommen, ehe er Gmünd erreichen konnte. Als Hans Rudolf von Raitenau am 3. Mai 1633 in Gmünd starb, war durch Testament festgelegt, dass Grundherrschaft und Stadt Gmünd dem Christoph Graf von Lodron, Bruder des Salzburger Erzbischof Paris von Lodron überlassen werde. Mit Genehmigung Kaiser Ferdinand III. wurde 1639 die Herrschaft lodronisch, stand um 1700 unter der Pflegschaft des Georg Franz Ebenhoch von Hocheneben und war bis zum Jahre 1932 im Besitz der Nachkommen der Familie Lodron. Christoph Graf Lodron ließ das Neue Schloss am Marktplatz der Stadt Gmünd in Kärnten als Wohn- und Verwaltungssitz ausbauen.
Der Bau eines Stadtschlosses in Gmünd in Kärnten begann 1610 durch Baumeister Daniel Deutta für Hans Rudolf von Raitenau, den Bruder des Salzburger Erzbischofs Wolf Dietrich von Raitenau. Nach dem Erwerb durch Christoph Graf von Lodron, Erbmarschall und Bruder des Salzburger Erzbischofs Paris von Lodron, wurde das Schloss durch den lokalen Baumeister Anton Riebeler von 1651 bis 1654 fertiggestellt. Bei einem Brand 1792 wurden der Dachstuhl und die Wandmalereien im ersten Stock schwer beschädigt. Die Instandsetzungsarbeiten führte Baumeister Johann Glanner aus Werfen durch. Bis 1932 diente das Schloss als Herrschaftssitz des Fideikommisses der Primogenitur der Grafen Lodron. Danach erwarb Karl Irsa das Schloss mit den Gütern des Lodron’schen Fideikommisses, das er 1950 an die Stadtgemeinde Gmünd verkaufte. Es wurde neben anderen baulichen Adaptierungen ein neues Dachgeschoß aufgesetzt. Heute sind im Schloss eine Hauptschule, Turnsäle, die Stadtsäle und eine Bücherei untergebracht.

## Bauwerk
Das viergeschoßige Schloss besteht aus einer dreiflügeligen Anlage um einen rechteckigen Innenhof. Der Nordflügel ist mit dem Oberen Stadttor verbunden. Vom Haupteingang im Westtrakt führt eine Pfeilerhalle in den Hof. Über dem Nordportal ist im Sprenggiebel das Wappen der Lodron angebracht. In den Ecken des Hofs stehen zwei polygonale, achtgeschoßige Treppentürme, die durch dreiteilige Erdgeschoßarkaden verbunden sind, darüber sind Rundbogenfenster. Die Fassade ist gegliedert, die gerahmten Fenster haben gerade Verdachungen, die Geschoßteilung erfolgte durch zwei Gesimsbänder. Die Innenräume sind weiträumig und hoch in einem Übergangsstil vom Spätmanierismus zum Frühbarock.
An der ostseitigen Gartenfront stehen zwei mächtige, etwa 2 Meter hohe steinerne Löwen auf massiven Sockeln. Die um 1670/1680 geschaffenen Lodron’schen Wappentiere waren ursprünglich nächst dem Mirabellgarten in Salzburg wohl im Garten des Lodronschen Primogeniturpalastes aufgestellt und wurden zur Ausschmückung des eher schichten Stadtschlosses nach Gmünd gebracht. Zu Ehren des bis 1950 in Gmünd ansässigen Automobil-Konstrukteurs Ferdinand Porsche wurde im Lodron’schen Schlosspark, seit 1952 „Professor-Porsche-Park“, eine Gedenkbüste aufgestellt.